# Menasiganahalli, Channapatna
Menasiganahalli là một làng thuộc tehsil Channapatna, huyện Ramanagara, bang Karnataka, Ấn Độ.